# Charles Lucien Lambert
Pour les articles homonymes, voir Lambert.
Charles Lucien Lambert, né à La Nouvelle-Orléans en 1828 et mort en 1896, est un compositeur américain.

## Biographie
Charles Lucien Lambert eut pour père un musicien de New York, Charles-Richard Lambert, et pour frère Sidney, également musicien. Créole et Noir, il devint rival du pianiste créole blanc Louis Moreau Gottschalk. En 1854, Lambert gagna Paris où son jeu et ses premières compositions pour piano plurent, notamment ses Variations et Final sur l'air « Au Clair de la lune ». En 1858, naquit près de Paris son fils, Lucien Léon Guillaume, dont la vie est mieux connue. Dans les années 1860, il s'installa au Brésil, où il ouvrit un magasin de musique et fut pianiste virtuose. Ses musiques reprennent souvent des airs populaires et, avec celles du violoniste créole Noir Edmond Dédé (1827-1901) et de son fils Lucien Lambert (1858-1945), constituent des classiques de la musique romantique créole.